# Virginias rättighetsförklaring
Virginias rättighetsförklaring (engelska: Virginia Declaration of Rights) var ett dokument framtaget 1776 i syfte att hävda medfödda mänskliga rättigheter, inklusive rätten till uppror mot "inadekvat" regering. Dokumentet, ursprungligen i utkast framtaget av George Mason, influerade ett antal andra dokument med rättighetsförklaringar, däribland Förenta staternas självständighetsförklaring (1776), Förenta staternas rättighetsförklaring (1789), och Franska revolutionens Deklarationen om människans och medborgarens rättigheter  (1789).